# (3118) Claytonsmith
(3118) Claytonsmith est un astéroïde de la ceinture principale.

## Description
(3118) Claytonsmith est un astéroïde de la ceinture principale. Il fut découvert le 19 juillet 1974 à El Leoncito par l'Observatoire Félix Aguilar. Il présente une orbite caractérisée par un demi-grand axe de 3,04 UA, une excentricité de 0,06 et une inclinaison de 13,3° par rapport à l'écliptique.

## Compléments